# Jason Everman
Jason Mark Everman (Kodiak, 16 de outubro de 1967) é um militar, filósofo e músico estadunidense. Como guitarrista da banda Nirvana, foi creditado no álbum de estreia do grupo, Bleach (1989), apesar de não ter tocado em nenhuma das faixas lançadas. Posteriormente, deixou o Nirvana e juntou-se ao Soundgarden, com a qual permaneceu pouco tempo.
Após o Soundgarden, tocou nas bandas OLD e Mind Funk. Retirou-se da música para servir ao Exército dos Estados Unidos nas guerras do Afeganistão e do Iraque. Também estudou filosofia na Universidade Columbia e história militar.

## Discografia

### Com o Mind Funk
- Dropped (1993)

### Com o Nirvana
- Bleach (1989)
- Hard to Believe: Kiss Covers Compilation (1992)
- With the Lights Out (2004)

### Com o OLD
- Lo Flux Tube (1991)
- Masters of Misery – Black Sabbath: An Earache Tribute (1992)

### Com o Soundgarden
- Hands All Over (1990)
- Loudest Love (1990)
- Louder Than Live (1990)